# Trónok harca (7. évad)
A Trónok harca című amerikai fantasy-drámasorozat hetedik évadja az Amerikai Egyesült Államokban 2017. július 16-án indult a HBO televíziós csatornán, a befejező epizód augusztus 27-én került adásba. Magyarországon egy napos csúszással, július 17-én debütált és augusztus 28-án fejeződött be. Az előző, tízrészes évadokkal ellentétben a hetedik évad csak hét részből áll.
A hatodik évadhoz hasonlóan nagyrészt ez az évad is olyan eseményeket mutat be, melyek nem találhatóak meg George R. R. Martin amerikai írónak a sorozat alapjául szolgáló regényfolyamában, A tűz és jég dalában (de Martin előkészületben lévő regényeiből felhasznál bizonyos elemeket, amelyeket a szerző megosztott a sorozat készítőivel). Az évadot a sorozat többi évadához hasonlóan David Benioff és D. B. Weiss producerek adaptálták képernyőre.
A HBO 2016. április 21-én rendelte meg a hetedik évadot, a hatodik évad premierje előtt három nappal. A forgatás 2016. augusztus 31-én kezdődött, nagyrészt Észak-Írországban, Spanyolországban és Izlandon.
Az évad a korábbi epizódok visszatérő szereplői – többek között Peter Dinklage, Nikolaj Coster-Waldau, Lena Headey, Emilia Clarke és Kit Harington – mellett új vendégszereplőket is felvonultat, köztük Jim Broadbentet és Tom Hoppert.

## Epizódok listája
| Sor. | Év. | Cím                                                   | Rendező        | Író                        | Premier                                 | Nézettség    |
| --- | --- | ----------------------------------------------------- | -------------- | -------------------------- | --------------------------------------- | ------------ |
| 61. | 1.  | Sárkánykő (Dragonstone)                               | Jeremy Podeswa | David Benioff & D.B. Weiss | 2017. július 16. 2017. július 17.       | 10,10 millió |
| Arya megmérgezi a teljes Frey-házat, Lord Walder képében. Királyvárban Jaime a szövetségesek hiánya miatt aggódik, de Cersei megnyugtatja, hogy új szövetségest szerez, Euron Greyjoy személyében. A flottáért és hűségéért cserébe Euron Cersei kezét kéri, aki visszautasítja. Euron erre megígéri, hogy hamarosan visszatér, egy királynőhöz méltó jegyajándékkal. Deresben Jon megbocsát az áruló Umber és Karstark családok ivadékainak, és hűségébe fogadja őket, Sansa ellenkezése ellenére. Sansa figyelmezteti Jont, hogy Cersei hamarosan megtámadhatja őket. Jon kívánságára a vadak, Tormund vezetésével a Keleti Őrségbe mennek, feltartóztatni a Másokat. A Fellegvárban Sam a mesterlánca készítése közben megszerez egy könyvet, melyből kiderül számára, hogy a Mások ellen hatásos sárkányüveget Sárkánykő vára alatt lehet hatalmas mennyiségben bányászni. A hírt megüzeni Jonnak is. Daenerys és hűséges követői partra szállnak Sárkánykő elhagyatott váránál, birtokba veszik azt, majd nekilátnak Westeros meghódításának előkészületeinek. |     |                                                       |                |                            |                                         |              |
| 62. | 2.  | Viharbanszületett (Stormborn)                         | Mark Mylod     | Bryan Cogman               | 2017. július 23. 2017. július 24.       | 9,27 millió  |
| Daenerys Sárkánykőre hívatja szövetségeseit, ahol úgy határoz, hogy a westerosi csapatok Királyvár ellen, míg a Makulátlanok és a dothraki horda Kaszter-hegy ellen vonul. Deresben Jon levelet kap Tyriontól, melyben Daenerys tanácsadója Sárkánykőre hívja Észak királyát. Sansa továbbra is kétkedik Jon döntéseiben. A Folyóvidéken Arya Királyvár felé veszi irányát, egy váratlan hír hallatán úti célja azonban Deresre változik. Útja során összetalálkozik Nymeriával, régen látott farkasával. Királyvárban Cersei Daenerys várható támadására figyelmezteti embereit. A Keskeny-tengeren a Greyjoyok és a Homokkígyók hajóit megtámadja Euron vasflottája. Yara és Ellaria foglyul esnek, míg Theon a tengerbe veti magát. A Fellegvárban Sam Jorah megmentésén munkálkodik. |     |                                                       |                |                            |                                         |              |
| 63. | 3.  | A királynő igazságszolgáltatása (The Queen's Justice) | Mark Mylod     | David Benioff & D.B. Weiss | 2017. július 30. 2017. július 31.       | 9,25 millió  |
| Havas Jon és Tengerjáró Davos megérkeznek Sárkánykőre, ahol Tyrion közbenjárásával találkoznak Daenerysszel. Jon segítséget kér a Falon túli Éjkirály és holtakból álló serege ellen, a Sárkányok Anyja azonban ragaszkodik eredeti tervéhez, miszerint a Vastrón megszerzése az elsődleges célja. Melisandre elárulja Varysnak, hogy elhagyja Sárkánykőt és Volantisba megy, ahonnan majd csak meghalni tér vissza Westerosba Varys mellett. Jon engedélyt kap a sárkányüveg bányászatára a vár alatt. Királyvárban Euron visszatér Cerseihez korábban megígért ajándékávalː átadja neki Homok Ellariát és lányát. Cersei foglyul ejti a két nőt és ugyanazzal a méreggel ítéli halálra Ellaria lányát, mellyel Myrcella is életét vesztette. A Vasbank a Korona adósságát kívánja behajtani Cerseitől. A Fellegvárban Sam eltüntette a szürkehámot Jorah testéről. Bran Stark hazaérkezik Deresbe, ahol nővérével, Sansával találkozik. Kaszter-hegyen a Makulátlanok bejutnak a Lannisterek várába és könnyedén elfoglalják azt. Eközben megérkezik Euron vasflottája és felégeti a Makulátlanok hajóit, így bekerítve őket. Jaime és a Lannister sereg mindezalatt Égikert ellen vonul, ahol Jaime könyörület jeléül mérgezett bort nyújt át Olenna Tyrellnek. |     |                                                       |                |                            |                                         |              |
| 64. | 4.  | A hadizsákmány (The Spoils of War)                    | Matt Shakman   | David Benioff & D.B. Weiss | 2017. augusztus 6. 2017. augusztus 7.   | 10,17 millió |
| Sárkánykőn Daenerys és Jon az Erdő Gyermekei által készített barlangrajzokat figyelik, melyből kiderül, hogy az Elsők és a Gyermekek együtt harcoltak a Mások ellen. Királyvárban Cersei biztosítja a Vasbank emberét a Korona adósságának visszafizetéséről, amelyért cserébe a Lannisterek segítséget kapnak a közelgő háborúra. Arya hazatér Deresbe, ahol testvéreivel, Sansával és Brannel találkozik. Az Égikertből Királyvárba vezető úton Daenerys és a dothraki horda rátámad Jaime Lannister seregére. Drogon a zsákmánnyal felpakolt szekereket felégeti. Qyburn fegyverével Bronn sikeresen megsebesíti a sárkányt, ami emiatt a földre kényszerül. Jaime megragadja az alkalmat és egy lándzsával a kezében Daenerys felé indul, Drogon azonban megvédi őt. Jaime az utolsó pillanatban menekül meg, amikor lerántják a lováról egyenesen a vízbe, ahol a súlyos öltözéke miatt süllyedni kezd. |     |                                                       |                |                            |                                         |              |
| 65. | 5.  | A Keleti Őrség (Eastwatch)                            | Matt Shakman   | Dave Hill                  | 2017. augusztus 13. 2017. augusztus 14. | 10,72 millió |
| Királyvár közelében Daenerys győzelmet arat a Lannister sereg felett, Jaime és Bronn azonban sikeresen elmenekülnek. Daenerys az életben maradt katonáktól azt követeli, hogy hajtsanak fejet előtte. A Koronához hű Randyll és Dickon Tarly megtagadják ezt, így őket élve elégetik. Tyrion Királyvárba utazik, hogy megkérje fivérét, Jaime-t, beszélje rá Cersei-t egy tárgyalásra köztük és Daenerys között, amely során bebizonyíthatnák a holtak seregének létezését. Davos újratalálkozik Gendryvel, akivel Jon és Jorah Mormont mellett a Keleti Őrség felé indul. Ott Tormundhoz, a Vérebhez és a Zászló nélküli testvériséghez csatlakozva tovább tartanak a Falon túlra. Deresben Arya Kisujj nyomába ered és egy levélre bukkan, melyet Sansa küldött családjának röviddel Ned Stark kivégzése előtt. A levélben, melyet Cersei akaratából küldött el, arra kéri családját, hogy fogadjanak hűséget Joffrey előtt. A Fellegvárban Sam miután hallotta Bran üzenetét a holtak érkezéséről a Falhoz, úgy dönt, hogy ő is Észak felé indul. |     |                                                       |                |                            |                                         |              |
| 66. | 6.  | A Falon túl (Beyond the Wall)                         | Alan Taylor    | David Benioff & D.B. Weiss | 2017. augusztus 20. 2017. augusztus 21. | 10,24 millió |
| Jon és csapata a Falon túl próbál elfogni egy holtat, melyet később Királyvárba vihetnének, hogy a Mások létezését bizonyítsák. Miután sikerül elkapniuk egyet, az Éjkirály serege üldözni kezdi a csapatot. Jon parancsára Gendry visszasiet a Keleti Őrségbe, hogy onnan hollót küldjenek Daeneryshez segítség reményében. Jonék vesztésre állnak a küzdelemben, ekkor azonban megérkezik Daenerys három sárkányával együtt és elkezdi pusztítani a Mások seregét. Az Éjkirály a megfelelő pillanatra várva jégfegyverét elhajítva megöli Daenerys egyik sárkányát, Viseriont. Jon képtelen elérni Daeneryshez, így őt hátrahagyva menekül el a csapat Drogon hátán. Benjen Stark önmagát feláldozva siet Jon megmentésére és lovát felajánlva visszajuttatja a Keleti Őrségbe. Az Éjkirály feléleszti Viseriont a halálból. Deresben az Arya és Sansa közötti ellentét tovább fokozódik. Sansa rátalál Arya arcaira, melyeket még Braavosban szerzett. |     |                                                       |                |                            |                                         |              |
| 67. | 7.  | A sárkány és a farkas (The Dragon and the Wolf)       | Jeremy Podeswa |                            | 2017. augusztus 27. 2017. augusztus 28. | 12,07 millió |
| Királyvárban Daenerys, Jon, Cersei és tanácsadóik a Sárkányveremben találkoznak, ahol Jonék egy élőhalottat mutatnak be bizonyítékként az Északról fenyegető veszélyre. Cersei a segítségéért cserébe azt követeli Jontól, hogy maradjon semleges Daenerys trónkövetelő harcában, de Jon ezt korábbi esküje miatt megtagadja. Tyrionnak látszólag sikerül mégis rábeszélnie nővérét a fegyverszünetre a közös ellenség legyőzése érdekében. Cersei azonban négyszemközt elárulja Jaime-nek, hogy valójában esze ágában sincs csapatokat küldeni az élőhalottak ellen, ehelyett kihasználja ellenségei szembenállását, hogy később a braavosi Arany Kompánia nevű zsoldossereggel legyőzze megmaradt ellenségeit. Nővére viselkedésétől megundorodva Jaime otthagyja őt és Észak felé veszi az irányt. Jon és Daenerys az Észak felé tartó úton szeretkeznek egymással. Sárkánykőn Theon kivívja honfitársai tiszteletét és húga, Yara megmentésére vezeti őket. Deresben Kisujj és Sansa megtárgyalja Arya fenyegető viselkedését és a lehetséges megoldásokat. Sansa tárgyalást rendez az északi nagyurak és a Völgy lordjai előtt, de Arya helyett a megdöbbent Kisujj lesz a vádlott. A Stark és az Arryn-ház ellen elkövetett bűnei miatt Arya kivégzi a férfit. Bran Sam segítségével rájön, hogy Jon törvényes Targaryen-utódként a Vastrón igazi örököse. Az Éjkirály a Keleti Őrséghez érkezik az élőhalott Viserionnal, mely megsemmisíti a Fal egy részét, szabad utat engedve a holtak seregének dél felé. |     |                                                       |                |                            |                                         |              |

## Szereplők

### Főszereplők
- Peter Dinklage – Tyrion Lannister
- Nikolaj Coster-Waldau – Jaime Lannister
- Lena Headey – Cersei Lannister
- Emilia Clarke – Daenerys Targaryen
- Kit Harington – Havas Jon
- Aidan Gillen – Petyr „Kisujj” Baelish
- Liam Cunningham – Tengerjáró Davos
- Sophie Turner – Sansa Stark
- Maisie Williams – Arya Stark
- Carice van Houten – Melisandre
- Nathalie Emmanuel – Missandei
- Indira Varma – Homok Ellaria
- Alfie Allen – Theon Greyjoy
- Gwendoline Christie – Tarth-i Brienne
- Conleth Hill – Varys
- John Bradley – Samwell Tarly
- Isaac Hempstead-Wright – Bran Stark
- Hannah Murray – Gilly
- Kristofer Hivju – Óriásölő Tormund
- Rory McCann – Sandor „A Véreb” Clegane
- Jerome Flynn – Bronn
- Joe Dempsie – Gendry
- Iain Glen – Jorah Mormont

### Vendégszereplők
Azon vendégszereplők listája (első megjelenésük helyszíne alapján csoportosítva), akik a 7. évadban (is) feltűntek.
| - Richard Dormer – Beric Dondarrion - Paul Kaye – Myr-i Thoros - Ben Crompton – Eddison Tollett - Ellie Kendrick – Meera Reed - Bella Ramsey – Lyanna Mormont - Tim McInnerny – Robett Glover - Megan Parkinson – Alys Karstark - Richard Rycroft – Wolkan mester - Rupert Vansittart – Yohn Royce - Vladimir Furdik – Éjkirály - Joseph Mawle – Benjen Stark - Neil Fingleton – óriás élőhalott - Ian Whyte – óriás élőhalott - David Bradley – Walder Frey - Ben Hawkey – Meleg Pite | - Pilou Asbæk – Euron Greyjoy - Anton Lesser – Qyburn - Hafþór Júlíus Björnsson – Gregor Clegane - James Faulkner – Randyll Tarly - Tom Hopper – Dickon Tarly - Mark Gatiss – Tycho Nestoris - Jim Broadbent – Ebrose nagymester - Jacob Anderson – Szürke Féreg - Diana Rigg – Olenna Tyrell - Gemma Whelan – Yara Greyjoy - Jessica Henwick – Homok Nymeria - Rosabell Laurenti Sellers – Homok Tyene - Keisha Castle-Hughes – Homok Obara - Brendan Cowell – Harrag - Staz Nair – Qhono - Aisling Franciosi – Lyanna Stark - Wilf Scolding – Rhaegar Targaryen - Robert Aramayo – Eddard „Ned” Stark |

## Produkció

### Alkotók
David Benioff és D. B. Weiss, a sorozat megalkotója és vezető producere irányította a hetedik évad elkészítését is. Az egyes epizódokat Jeremy Podeswa (1. és 7. rész), Mark Mylod (2. és 3. rész), Matt Shakman (4. és 5. rész), valamint Alan Taylor (6. rész) rendezte. Taylor utoljára a második évadban vett részt rendezőként a produkcióban. Shakman elsőként rendezett Trónok harca-epizódot, a többi rendező már korábban is dolgozott a régebbi évadok egyes epizódjain. Michele Clapton jelmeztervezőként tért vissza, miután a hatodik évad során egy kis időre távol maradt a sorozattól. Előzőleg az első öt évad, illetve a hatodik évad utolsó két részének jelmezein dolgozott.

### Forgatókönyv
Miután George R. R. Martin The Winds of Winter című regénye nem jelent meg időben, a sorozat alapjául olyan források szolgáltak, melyek nem találhatóak meg Martin A tűz és jég dala-regényfolyamában. A hatodik évadhoz hasonlóan a sorozat írói ezúttal is konzultáltak Martinnal, aki megosztott velük bizonyos részleteket folyamatban lévő művéből.